# Jirisan
Der Jirisan (kor. 지리산, Jiri-Berg) ist mit 1915 m Höhe nach dem Hallasan der zweithöchste Berg in Südkorea und der höchste auf dem Festland. Er ist Teil der Gebirgskette Baekdu-daegan (백두대간), deren südlicher Teil im Jirisan-Nationalpark liegt. Der Berg wird vom Fluss Seomjingang umflossen.